# Контрада-Вале (Мачерата)
Контрада-Вале (итал. Contrada-Valle) насеље је у Италији у округу Мачерата, региону Марке.
Према процени из 2011. у насељу је живело 36 становника. Насеље се налази на надморској висини од 670 м.